# Osiecznica (Neder-Silezië)
Osiecznica (Duits: Wehrau) is een dorp in het Poolse woiwodschap Neder-Silezië, in het district Bolesławiecki. De plaats maakt deel uit van de gemeente Osiecznica en telt 1000 inwoners.

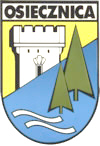
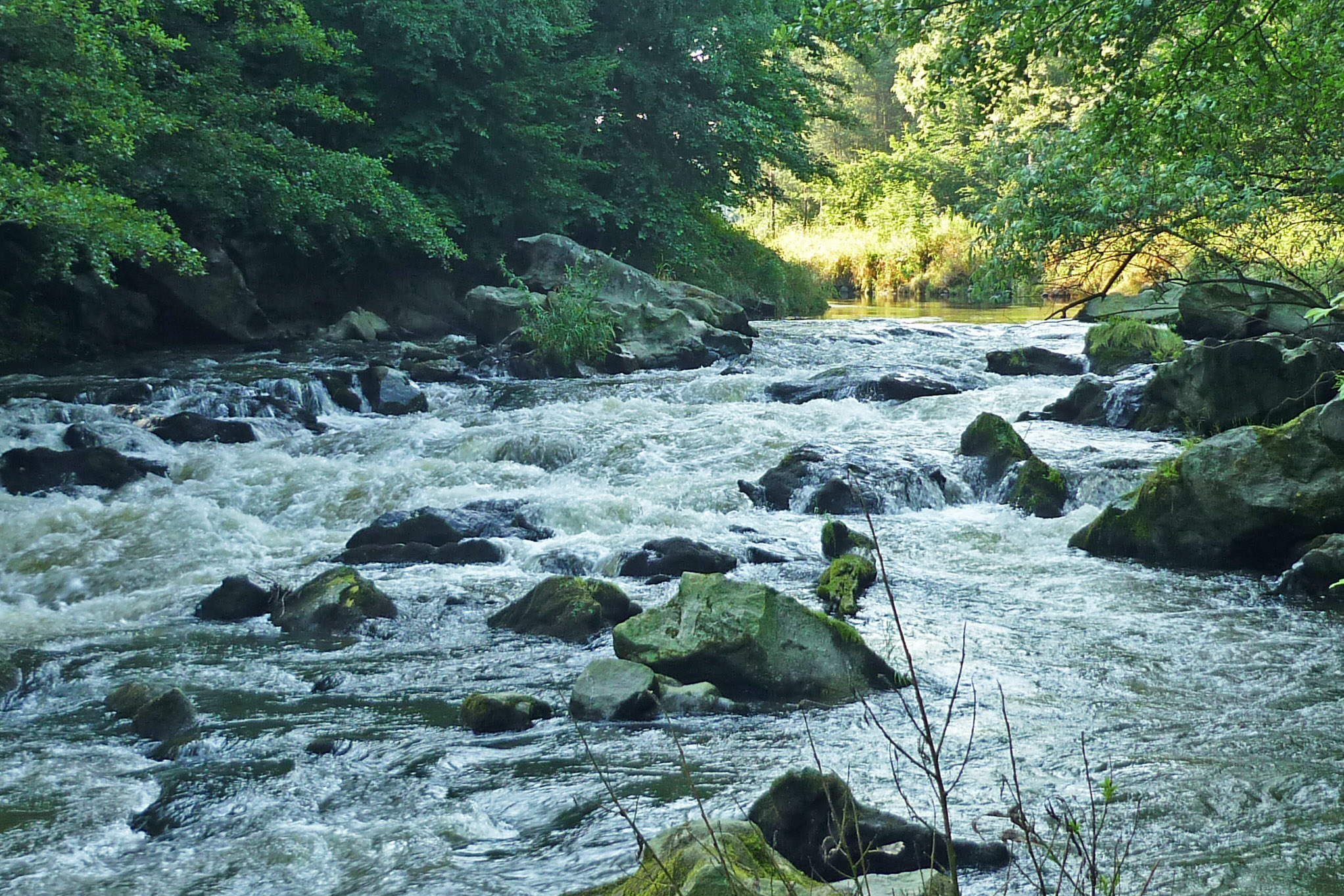
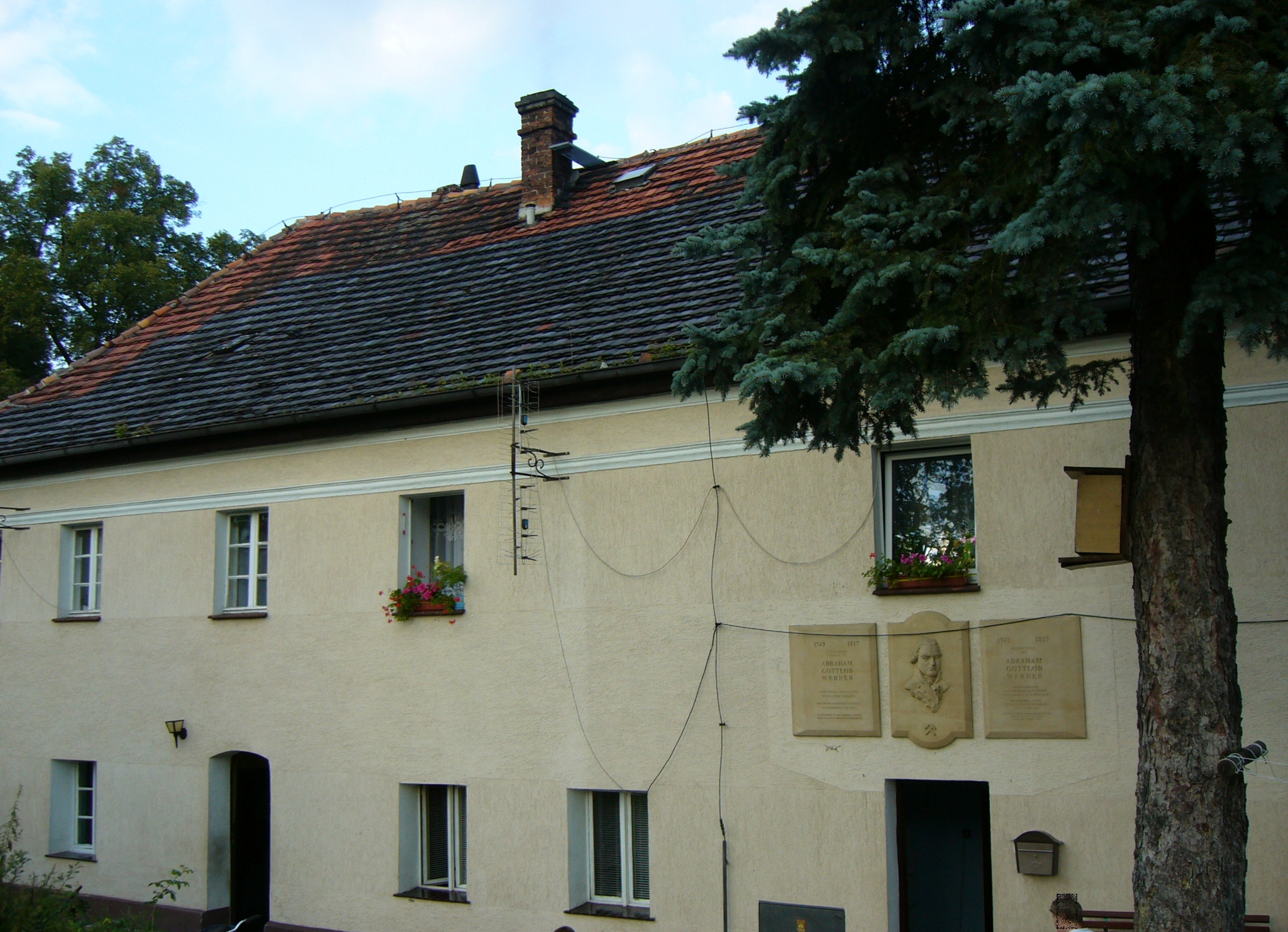